# Juice (Lizzo)
Juice è un singolo della cantante statunitense Lizzo, pubblicato il 4 gennaio 2019 come primo estratto dal terzo album in studio Cuz I Love You.

## Descrizione
Juice è una canzone "bouncy", retro-ispirata dal funk, rap, e funk-pop con una durata di tre minuti e quindici secondi. Lizzo nella canzone è stata definita "spiritosa" e "piena di fuoco". Il singolo presenta una "produzione di mezzanotte" e un brunito groove. Ha anche chitarra heavy e parole parlate.  Contiene frasi "deliziosamente oltraggiose" come "I'm drippin' so much sauce / Gotta lookin' like Ragu". Il testo parla dell'amore per se stessi, ed è stata descritta come un inno all’autostima.

## Accoglienza
Lollie King di Bustle ha scritto che la canzone "dà quel necessario impulso di fiducia quando ti senti giù." Christian Hoard, scrivendo per Rolling Stone, ha definito la canzone come "la migliore" della cantante e l'ha definita "una pepita retro-funk quasi perfetta che si sarebbe sentita proprio su una pista da ballo specchiata nel 1982". Joshua Bote, scrivendo per NPR, ha dichiarato sulla canzone "[Lizzo] continua una serie serie vincente di canzoni rap funk-heavy". Michael Roffman per Consequence of Sound ha scritto che la canzone "funge in doppio modo da ‘jam’ e da uno di quei video di allenamento polverosi che hai gettato in giro per casa tua".

## Esibizioni dal vivo
Lizzo si è esibita con la canzone all'Ellen DeGeneres Show, al Today Show, al Jimmy Kimmel Live! e al Tonight Show Starring Jimmy Fallon.

## Video musicale
Il video musicale, in stile anni ottanta, è stato pubblicato il 4 gennaio 2019, giorno del rilascio del singolo, sul canale YouTube della cantante. Diretto da Quinn Wilson, mostra la cantante in un programma di allenamento in stile anni '80, in un talk show a tarda notte e durante una vendita di prodotti in uno spot pubblicitario. Fa riferimenti ai prodotti Soul Glo e alla youtuber di ASMR Spirit Payton. Taylor Bryant di Nylon ha reputato il video “divertente quanto la canzone”.
Un secondo video musicale è stato presentato in anteprima sul canale YouTube WOWPresents il 17 aprile 2019. Il video presenta Lizzo con le concorrenti di RuPaul’s Drag Race A'keria C. Davenport, Silky Nutmeg Ganache, Soju, Mayhem Miller, Asia O'Hara, Mariah Paris Balenciaga,  Detox Icunt, Morgan McMichaels e Sonique. Il video è stato diretto da Pete Williams.

## Successo commerciale
In Italia è stato il 3º singolo più trasmesso dalle radio nel 2019.

## Classifiche

### Classifiche settimanali
| Classifica (2019-20) | Posizione massima |
| -------------------- | ----------------- |
| Australia            | 100               |
| Belgio (Fiandre)     | 55                |
| Belgio (Vallonia)    | 64                |
| Canada               | 86                |
| Corea del Sud        | 78                |
| Croazia              | 16                |
| Francia              | 100               |
| Irlanda              | 51                |
| Italia               | 89                |
| Lituania             | 86                |
| Regno Unito          | 38                |
| Stati Uniti          | 82                |

### Classifiche di fine anno
| Classifica (2020) | Posizione |
| ----------------- | --------- |
| Corea del Sud     | 177       |